# ウーディネ極東映画祭
ウーディネ極東映画祭（ウーディネきょくとうえいがさい、イタリア語: Il Far East Film Festival; 略称: FEFF）は、イタリアのウーディネで開かれる極東（東アジアおよび東南アジア）で製作された映画を対象とする映画祭である。日本の報道では、ウディネ・ファーイースト映画祭とも称される。

## 略歴・概要
本映画祭は、1999年（平成11年）の第1回開催以来、毎年4月末に開催されている。東アジアおよび東南アジアの最新の映画作品をメインとし、毎年、対象各国の特集上映を行っている。
2002年（平成14年）に行われた第4回では、「ウーディネP-1グランプリ」 Udine P-1 Grand Prix と題して、いわゆる「ピンク七福神」と呼ばれる日本のピンク映画の若手監督を中心に特集上映を行った。
2010年（平成22年）に行われた第12回では、香港の1960年代-1970年代の俳優であり映画作家の龍剛を特集するとともに、かつて存在した日本の映画会社・新東宝の15作品が「新東宝回顧」 Shin-Toho - Retrospective として特集上映された。

## 賞の授与

### 種類
（2022年・第24回で授与される賞）
- 観客賞（Audience Mulberry Award）
  - ゴールデン・マルベリー（Golden Mulberry）
  - シルバー・マルベリー（Silver Mulberry）
  - クリスタル・マルベリー（Crystal Mulberry)
- ホワイト・マルベリー賞（White Mulberry Award for best Debut Film） - 審査員による選出
- ブラック・ドラゴン賞（Black Dragon Award）：ブラック・マルベリー（Black Mulberry） - 批評家による選出
- パープル・マルベリー賞（Purple Mulberry Award） - ウェブ投票
- ゴールデン・マルベリー賞
  - 生涯功労賞（Golden Mulberry Award for Lifetime Achievement）
  - アウトスタンディング・アチーブメント賞（Golden Mulberry Award for Outstanding Achievement）

### 日本人の受賞
観客賞（ゴールデン・マルベリー）
- 2004年 『たそがれ清兵衛』山田洋次監督
- 2008年 『ガチ☆ボーイ』小泉徳宏監督
- 2009年 『おくりびと』 滝田洋二郎監督
- 2014年 『永遠の0』 山崎貴監督
- 2017年 『彼らが本気で編むときは、』荻上直子監督
- 2021年 『ミッドナイトスワン』内田英治監督

ゴールデン・マルベリー賞（生涯功労賞）
- 2015年（第17回）久石譲[5][6]
- 2016年（第18回）大林宣彦[7][8]
- 2022年（第24回）北野武[9][10]
- 2023年（第25回）倍賞千恵子[11][12]

ブラック・ドラゴン賞（批評家賞）
- 2024年（第26回） 『碁盤斬り』白石和彌監督[13]

## 特集上映
1. 1999年 :  -
2. 2000年 : 周星馳 （ 香港）
3. 2001年 :  -
4. 2002年 : 「ウーディネP-1グランプリ」 （ 日本のピンク映画）、梁柏堅 （ 香港）、「中華アニメ」（ 中国、 香港、 台湾）
5. 2003年 : 「韓国映画の60年代」（ 韓国）、石井輝男 （ 日本）
6. 2004年 : 楚原 （ 香港）、市川準 （ 日本）
7. 2005年 : 「日活アクション」 （ 日本）、「アイ・オヴ・ザ・ビホルダー」（青山真治、チェン・カイコー、藤田敏八、ポン・ジュノ、イ・チャンドン、チャン・イーモウ）
8. 2006年 : 「アジアは歌う」（ミュージカル映画）、イノウエ・デイ!（井上梅次、 日本）
9. 2007年 : 譚家明 （ 香港）
10. 2008年 : 「地獄の花 - 申相玉初期作品」（ 韓国）、ホラー・デイ（ホラー映画）、三木聡 （ 日本）
11. 2009年 : 「アン・ホイのテレビ映画」 （ 香港）、ホラー・デイ（ホラー映画）、ニュー・ムエタイ・フィルムズ （ タイ）
12. 2010年 : 龍剛 （ 香港）、「新東宝回顧」 （新東宝特集、 日本）

### ウーディネP-1グランプリ
2002年の第4回に特集上映された作品の一覧である。
- 『セックス・フレンド 濡れざかり』 A 3-1 Count : 監督坂本礼、1999年
- 『ぐしょ濡れ人妻教師 制服で抱いて』 Despite All That : 監督いまおかしんじ、1999年
- 『悶絶大回転 ひと晩に何回でも』 Glitter : 監督榎本敏郎、1997年
- 『あぶない情事 獣のしたたり』 No Woman, No Cry : 監督鎌田義孝、1998年
- 『一週間 愛欲日記』 One Week : 監督小林政広、2000年
- 『OLの愛汁 ラブジュース』 Rustling in Bed : 監督田尻裕司、1999年
- 『白衣と人妻 したがる兄嫁』 A Sky-Blue Crayon : 監督上野俊哉、1998年
- 『不倫妻 情炎』 Snow, Woman : 監督女池充、2000年

### 新東宝回顧
2010年の第12回に特集上映された作品の一覧である。
- 『黒線地帯』  Black Line : 監督石井輝男、1960年
- 『女巖窟王』 Cave Queens : 監督小野田嘉幹、1960年
- 『女死刑囚の脱獄』 Death Row Woman : 監督中川信夫、1960年
- 『女奴隷船』 Female Slave Ship : 監督小野田嘉幹、1960年
- 『女体桟橋』 Flesh Pier : 監督石井輝男、1958年
- 『怪猫お玉が池』 Ghost Cat Of Otama Pond : 監督石川義寛、1960年
- 『東海道四谷怪談』 Ghost Story Of Yotsuya : 監督中川信夫、1959年
- 『海女の化物屋敷』Girl Divers Of Spook Mansion : 監督曲谷守平、1959年
- 『地平線がぎらぎらっ』  Horizon Glitters : 監督土居通芳、1960年
- 『女王蜂と大学の竜』 Queen Bee And College Boy Ryu : 監督石井輝男、1960年
- 『女真珠王の復讐』 Revenge Of The Pearl Queen : 監督志村敏夫、1956年
- 『九十九本目の生娘』 The 99th Virgin : 監督曲谷守平、1959年
- 『花嫁吸血魔』 Vampire Bride : 監督並木鏡太郎、1960年
- 『女体渦巻島』 Women Of Whirlpool Island : 監督石井輝男、1960年
- 『黄線地帯 イエローライン』 Yellow Line : 監督石井輝男、1960年

## 関連事項
- ポルデノーネ無声映画祭 - 同州で行われる映画祭
- 龍剛 [14]
- 譚家明 （en:Patrick Tam (film director)）
- 楚原 （en:Chor Yuen）
- 梁柏堅 （fr:Patrick Leung）
- 女池充 （en:Mitsuru Meike）
- 田尻裕司 （en:Yūji Tajiri）
- 上野俊哉 (映画監督) （en:Toshiya Ueno）

## 註
1. ↑  cinemacafe.net (2013年4月26日). “貫地谷しほり主演の“泣ける”映画『くちづけ』は、イタリア人に伝わるのか？”.   cinemacafe.net. 2013年5月2日閲覧。
2. 1 2  FEFF 4, 2002 （英語）, ウーディネ極東映画祭、2010年10月12日閲覧。[リンク切れ]
3. 1 2  FEF12, 2010, Area Stampa / Press Area （英語）, ウーディネ極東映画祭、2010年10月12日閲覧。[リンク切れ]
4. ↑  “Far East Film Festival 24 / FESTIVAL REGULATIONS”. FEFF (2022年). 2022年3月19日閲覧。
5. ↑  “特別功労賞を受賞した久石譲の伊映画祭コンサートに1,200人が熱狂！”. シネマトゥデイ.   株式会社シネマトゥデイ (2015年4月24日). 2022年3月20日閲覧。
6. ↑  取材・文：中山治美 (2015年4月26日). “久石譲、宮崎駿と北野武の音楽の違いを明かす！伊映画祭で1時間に及ぶ会見”. シネマトゥデイ.   株式会社シネマトゥデイ. 2022年3月20日閲覧。
7. ↑  “大林宣彦監督、生涯功労賞をイタリアの極東映画祭で受賞！”. シネマトゥデイ.   株式会社シネマトゥデイ (2016年4月27日). 2022年3月20日閲覧。
8. ↑  取材・文：中山治美 (2016年5月19日). “大林宣彦監督、伊映画祭で熱弁「映画は素晴らしい学校」”. シネマトゥデイ.   株式会社シネマトゥデイ. 2022年3月20日閲覧。
9. ↑  編集部・倉本拓弥 (2022年3月18日). “北野武、ウディネ映画祭で生涯功労賞 4・29イタリアで授賞式”. シネマトゥデイ.   株式会社シネマトゥデイ. 2022年3月20日閲覧。
10. ↑  中山雄一朗 (2022年5月1日). “北野武、イタリアで生涯功労賞を受賞 現地入りは断念”. シネマトゥデイ (株式会社シネマトゥデイ) 2023年9月17日閲覧。
11. ↑  “倍賞千恵子、伊ウディネ・ファーイースト映画祭で生涯功労賞を受賞「これからも精進してまいります」”. 映画.com (株式会社エイガ・ドット・コム). (2023年3月23日) 2023年3月23日閲覧。
12. ↑  “倍賞千恵子『ウディネ・ファーイースト映画祭』生涯功労賞受賞”. 映画情報どっとこむ. (2023年4月27日) 2023年9月17日閲覧。
13. ↑  “草なぎ剛主演映画「碁盤斬り」批評家賞を受賞　白石監督「時代劇に可能性あることを肌で感じる」”.   日刊スポーツ (2024年5月3日). 2024年5月3日閲覧。
14. ↑  Patrick Lung Kong - IMDb（英語）, 2010年10月12日閲覧。